# ۲۳ قدم تا خیابان بیکر
۲۳ قدم تا خیابان بیکر(به انگلیسی: 23 Paces to Baker street) یک فیلم در ژانر معمایی و دلهره‌آور به کارگردانی هنری هاتاوی است که در سال ۱۹۵۶ منتشر شد. از بازیگران آن می‌توان به ون جانسون و ورا مایلز اشاره کرد.